# Leptodermis ovata
Leptodermis ovata är en måreväxtart som beskrevs av Hubert J.P. Winkler. Leptodermis ovata ingår i släktet Leptodermis och familjen måreväxter. Inga underarter finns listade i Catalogue of Life.